# Robert Grant
Robert Grant (født 17. juni 1814 i Grantown, død 24. oktober 1892 sammesteds) var en skotsk astronom.
Grant var 1841—45 ansat i sin brors forretning i London og opholdt sig i de følgende år i Paris og London, væsentlig optaget med at samle materiale til sin History of physical astronomy (1852), der belønnedes af det engelske astronomiske selskab med dets guldmedalje. I 1859 blev Grant professor i astronomi og direktør for observatoriet i Glasgow; hans arbejde her er hovedsagelig nedlagt i de to stjernekataloger, han har udgivet (1883 og 1892). Sammen med admiral William Henry Smyth udgav Grant (1858) en engelsk udgave af Aragos Astronomie populaire.